# ビスマルク・デュプレッシー
ビスマルク・デュプレッシー（Bismarck du Plessis、1984年5月22日 - ）は、ユナイテッド・ラグビー・チャンピオンシップブルズに所属するラグビーユニオン選手。

## プロフィール
- 南アフリカ共和国・ベスレヘム出身。
- ポジションはフッカー(HO)。
- 身長 189cm、体重 115kg
- 兄のヤニーもラグビー選手[1](現・ライオンズ)。
- 南アフリカ代表キャップは79（2021年1月現在）でワールドカップ2007・2011・2015の南アフリカ代表に選ばれた[2]。
- バーバリアンズに選ばれたことがある[3]。

## 来歴
フリーステイト・チーターズ、シャークス、シャークスを経て、2015年、モンペリエに加入。
2021年、ブルズに加入。